# Ardisia fulva
Ardisia fulva är en viveväxtart som beskrevs av George King och Gamble. Ardisia fulva ingår i släktet Ardisia och familjen viveväxter. Utöver nominatformen finns också underarten A. f. multiflora.